# Echinaster
Echinaster är ett släkte av sjöstjärnor. Echinaster ingår i familjen krullsjöstjärnor.

## Bildgalleri

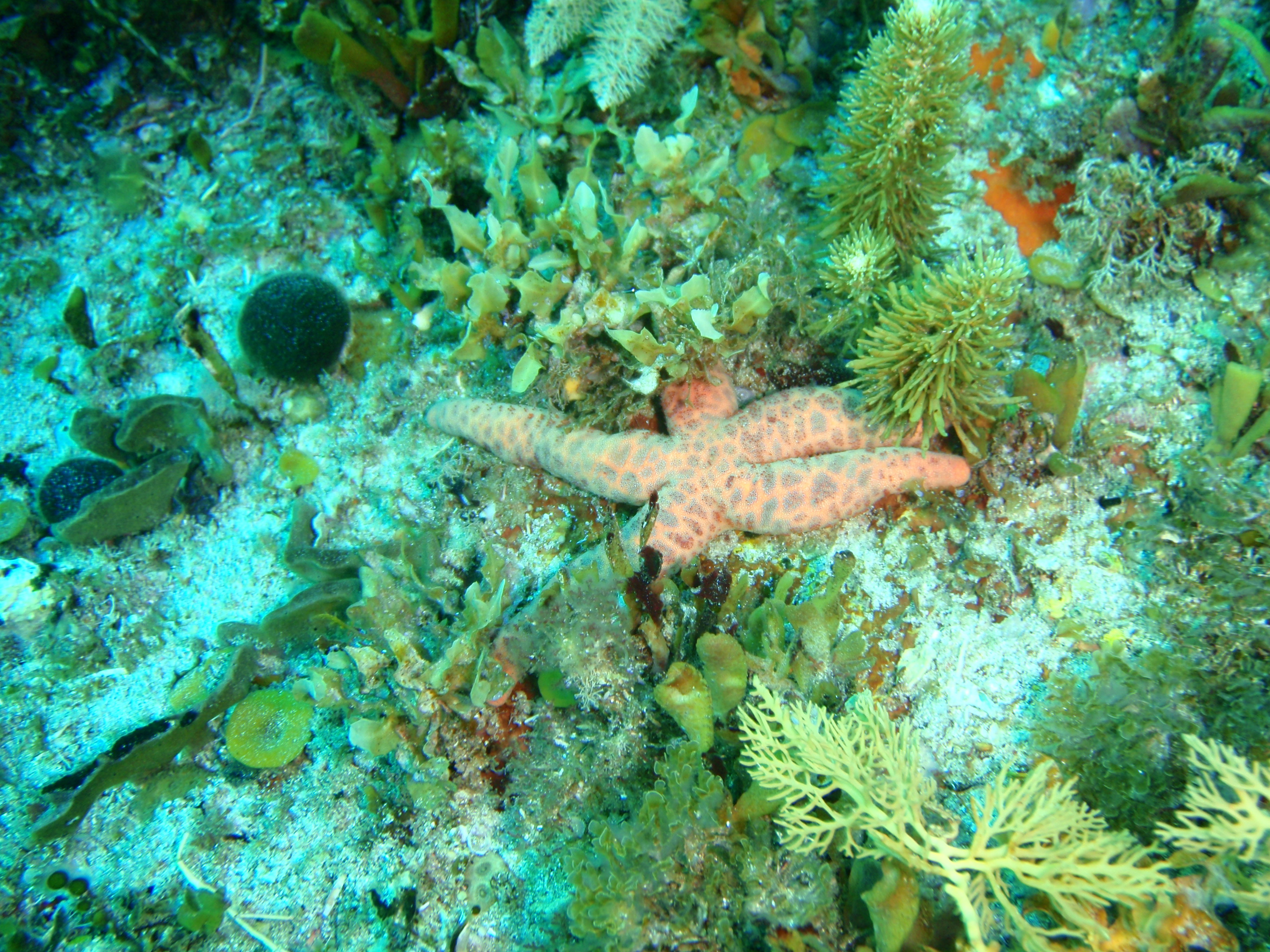
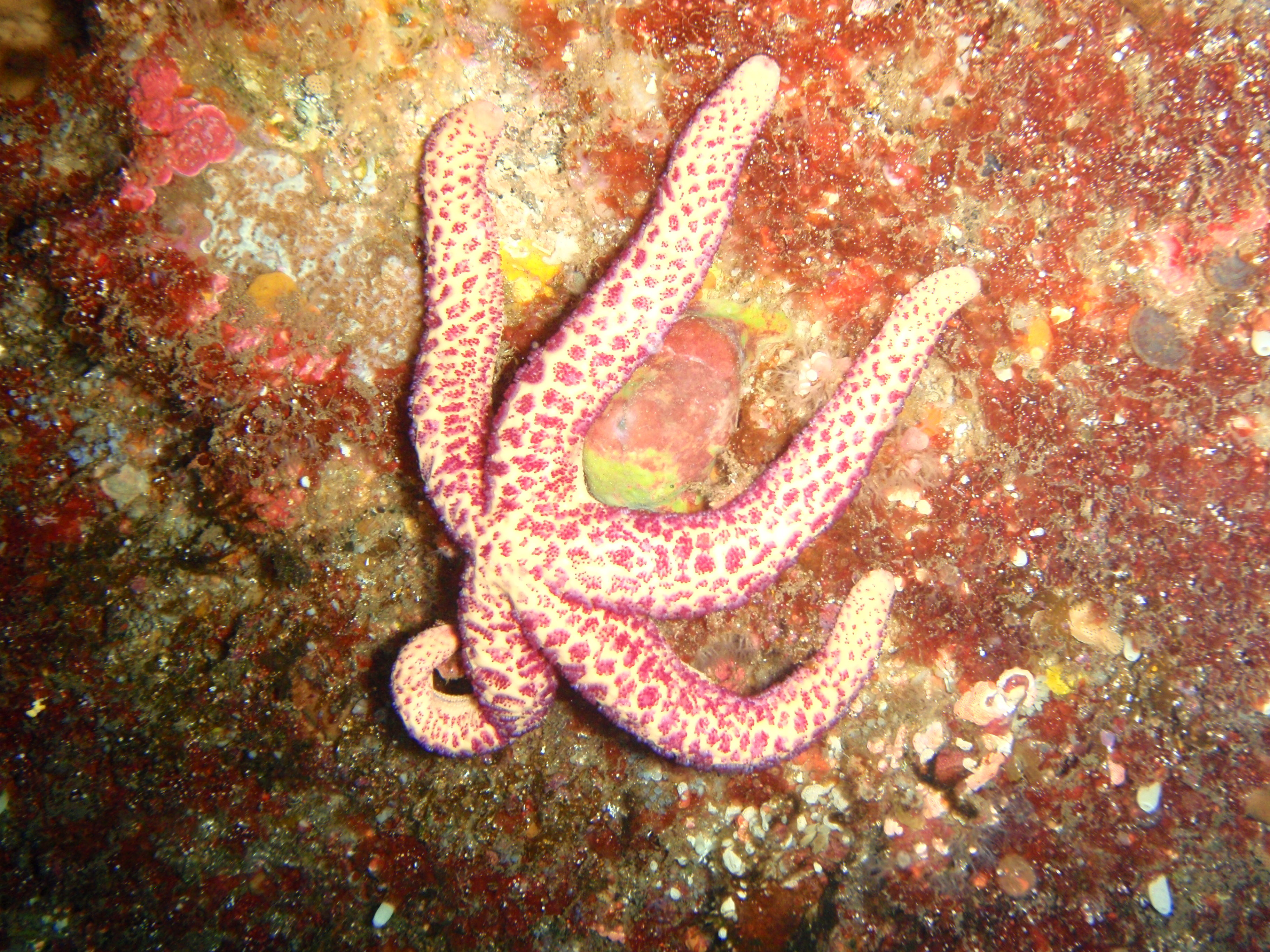
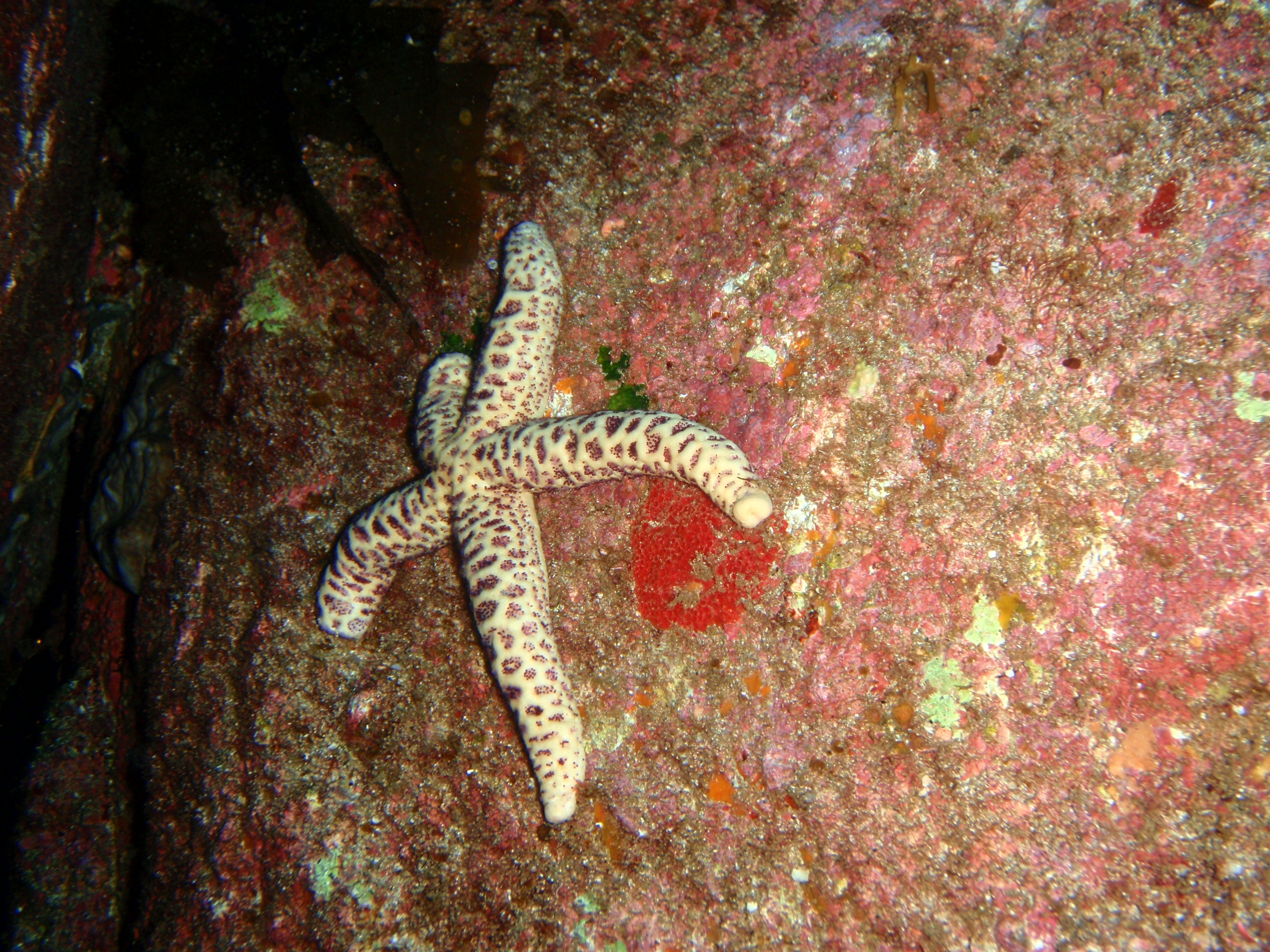
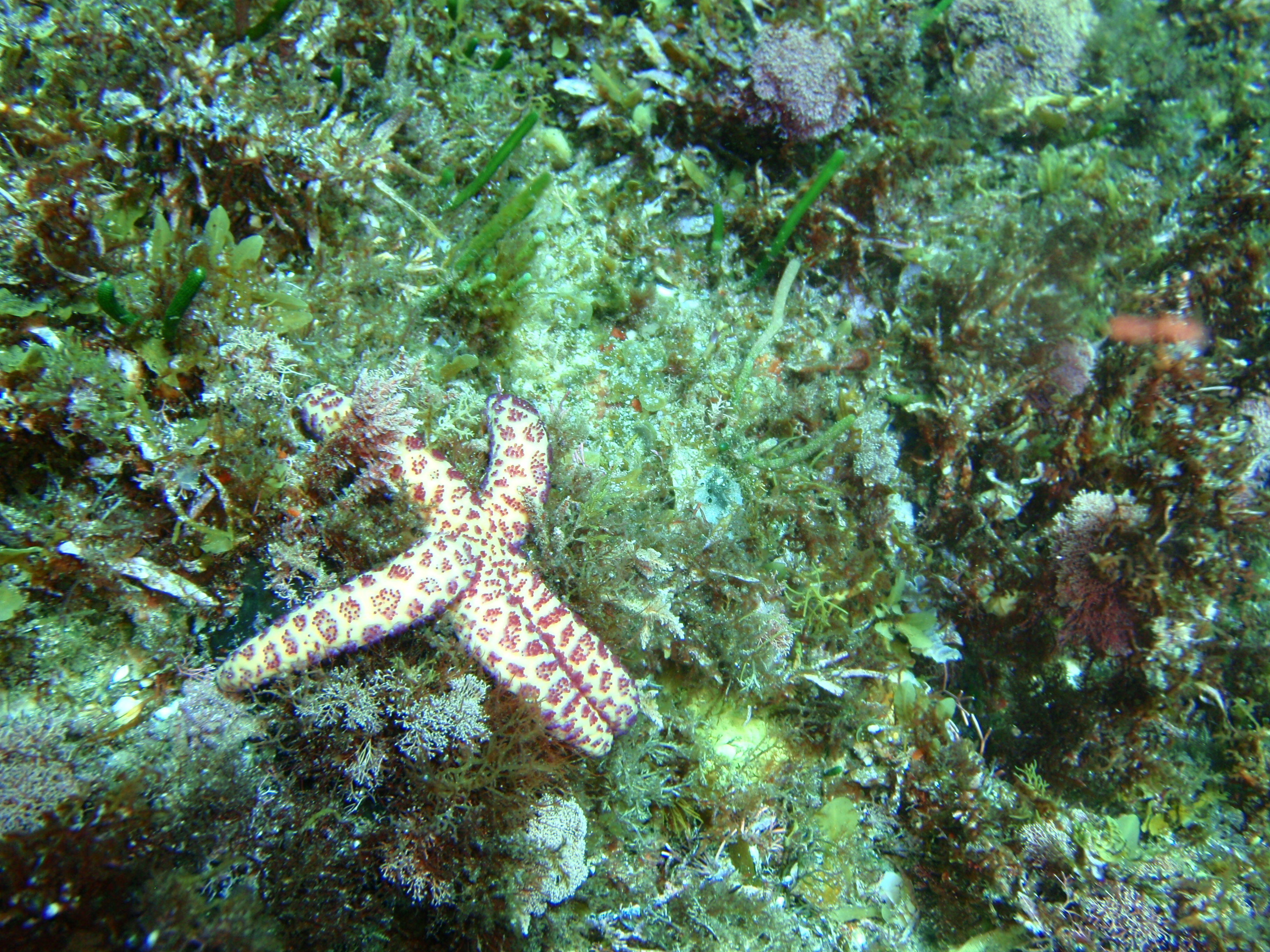
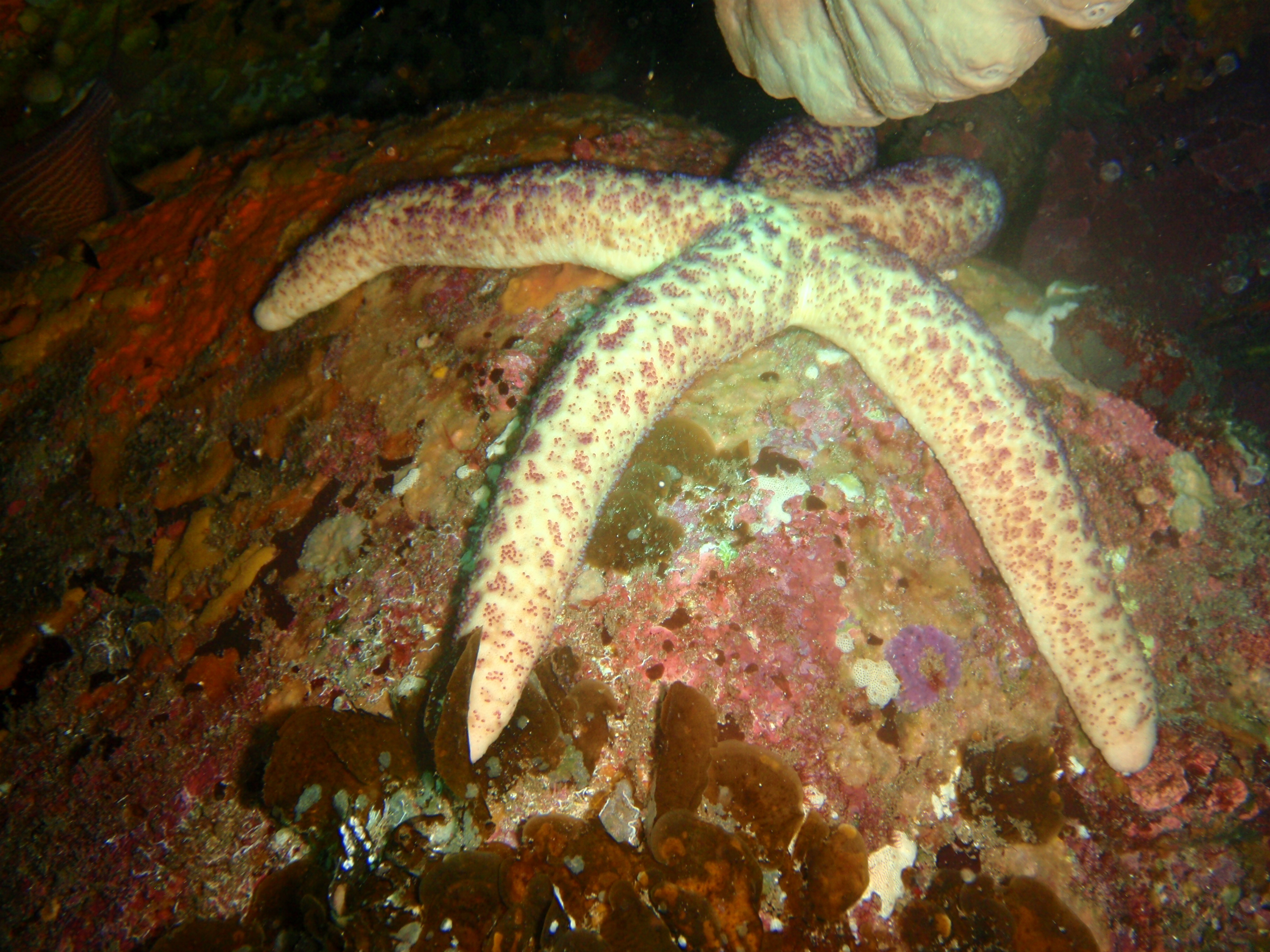

## Dottertaxa tillEchinaster, i alfabetisk ordning[1]
- Echinaster aculeata
- Echinaster arcystatus
- Echinaster brasiliensis
- Echinaster callosus
- Echinaster colemani
- Echinaster crassus
- Echinaster cribella
- Echinaster cylindricus
- Echinaster deplanatus
- Echinaster echinophorus
- Echinaster farquhari
- Echinaster glomeratus
- Echinaster gracilis
- Echinaster graminicola
- Echinaster guyanensis
- Echinaster luzonicus
- Echinaster modestus
- Echinaster panamensis
- Echinaster parvispinus
- Echinaster paucispinus
- Echinaster purpureus
- Echinaster reticulatus
- Echinaster rigidus
- Echinaster robustus
- Echinaster sentus
- Echinaster sepositus
- Echinaster serpentarius
- Echinaster smithi
- Echinaster spinulosus
- Echinaster stereosomus
- Echinaster superbus
- Echinaster tenuispinus
- Echinaster varicolor